# Colibri calliope
Pour les articles homonymes, voir Calliope (homonymie).
Selasphorus calliope, Stellula calliope
Espèce
Synonymes
- Trochilus calliope Gould, 1847 (protonyme)
- Stellula calliope (Gould, 1847)

Statut de conservation UICN

 LC  : Préoccupation mineure
Statut CITES
Le Colibri calliope (Selasphorus calliope) est une espèce migratrice de colibris vivant à l'ouest du continent nord-américain (du Canada au Mexique). C'est le plus petit oiseau que l'on trouve au Canada et aux États-Unis. Cette espèce était autrefois placée dans un genre propre, Stellula.

## Description
Il est d'un vert brillant sur le dos et la couronne avec les parties inférieures blanches. Le bec et la queue sont relativement courts. Le mâle adulte a des rayures vineuses sur la gorge, les flancs verts et la queue noire. Les femelles et les immatures ont un plumage rosâtre sur les flancs, des stries sombres sur la gorge et une queue noire avec des pointes blanches.

## Nidification
La femelle construit un nid ouvert fait de boue dans un conifère sous une branche en surplomb.

## Alimentation
Il se nourrit du nectar des fleurs en utilisant une longue langue extensible, en buvant la sève des trous créés par des pics ou en attrapant des insectes par les ailes. Lors de la collecte de nectar, il aide à la pollinisation des plantes.

## Répartition
Son aire de nidification s'étend, du sud de la Colombie-Britannique au Colorado et à la Californie. Il hiverne à l'ouest du Mexique.
Son habitat de reproduction est les zones arbustives ouvertes, généralement à des altitudes élevées, en Amérique du Nord occidentale, du sud de la Colombie-Britannique et de l'Alberta jusqu'au Colorado et la Californie vers le Sud.

Carte de répartition de l'espèce
Zone de nidification
Zone d'hivernage

## Taxinomie

### Systématique
Cette espèce était auparavant placée dans son propre genre Stellula, mais des études phylogéniques ont montré que le genre Selasphorus était paraphylétique sans le Colibri calliope,. Le Congrès ornithologique international, dans sa classification version 3.3 (2013) décide donc d'y déplacer cette espèce.

### Étymologie
Le nom de genre Stellula signifie « petite étoile », celui de l'espèce se réfère à la mythologie grecque empruntant le nom de la muse Calliope qui a pour attribut une couronne.